# 利特爾里弗 (切羅基縣)
利特爾里弗（英語：Little River）是一個位於美國阿拉巴馬州切羅基縣的非建制地區。該地的面積和人口皆未知。

## 地理
利特爾里弗的座標為34°16′53″N 85°40′24″W / 34.28137°N 85.67333°W，而該地最高點為海拔高度177米（即581英尺）。